# Risti kommun
Risti kommun (estniska: Risti vald) var en kommun i landskapet Läänemaa i västra Estland. Den låg 60 km sydväst om huvudstaden Tallinn. Förutom centralorten och småköpingen (alevik) Risti var byn Piirsalu belägen i kommunen. 2013 slogs den samman med kommunerna Oru och Taebla för att tillsammans bilda Lääne-Nigula kommun.
Trakten ingår i den hemiboreala klimatzonen. Årsmedeltemperaturen i trakten är 2 °C. Den varmaste månaden är juli, då medeltemperaturen är 17 °C, och den kallaste är februari, med −10 °C.